# Kenya aux Jeux olympiques d'été de 2004
Le Kenya a envoyé 94 athlètes et a remporté 7 médailles aux Jeux olympiques d'été de 2004 à Athènes en Grèce. 
Violet Barasa, capitaine de l'équipe du Kenya féminine de volley-ball, est la porte-drapeau de la délégation kényane.

## Médailles
| Médaille | Nom                 | Sport      | Événement              |
| -------- | ------------------- | ---------- | ---------------------- |
| Or       | Ezekiel Kemboi      | Athlétisme | 3 000 m steeple hommes |
| Argent   | Bernard Lagat       | Athlétisme | 1 500 m hommes         |
| Argent   | Brimin Kipruto      | Athlétisme | 3 000 m steeple hommes |
| Argent   | Isabella Ochichi    | Athlétisme | 5 000 m femmes         |
| Argent   | Catherine Ndereba   | Athlétisme | Marathon femmes        |
| Bronze   | Paul Kipsiele Koech | Athlétisme | 3 000 m steeple hommes |
| Bronze   | Eliud Kipchoge      | Athlétisme | 5 000 mètres hommes    |

## Résultats

### Athlétisme
400 mètres hommes :
- Ezra Sambu : Demi-finale - 45 s 84 (éliminé)
- Vincent Mumo Kiilu : 1er tour - 46 s 31 (éliminé)
- Victor Kibet : 1er tour - N'a pas terminé

800 mètres hommes :
- Wilfred Bungei : Finale - 1 min 45 s 31 (5e place)
- Joseph Mutua : Demi-finale - 1 min 45 s 5 (éliminé)
- Michael Rotich : 1er tour - 1 min 46 s 4 (éliminé)

1500 mètres hommes :
- Bernard Lagat : Finale - 3 min 34 s 30 ( médaille d'argent)
- Timothy Kiptanui : Finale - 3 min 35 s 61 (4e place)
- Isaac Kiprono Songok : Finale - 3 min 41 s 72 (12e place)

3000 mètres steeple hommes :
- Ezekiel Kemboi : Finale - 8 min 05 s 81 ( médaille d'or)
- Brimin Kipruto : Finale - 8 min 06 s 11 ( médaille d'argent)
- Paul Kipsiele Koech : Finale - 8 min 06 s 64 ( médaille de bronze)

5000 mètres hommes :
- Eliud Kipchoge : Finale - 13 min 15 s 10 ( médaille de bronze)
- John Kibowen : Finale - 13 min 18 s 24 (6e place)
- Abraham Chebii : Finale - N'a pas terminé

10000 mètres hommes :
- John Cheruiyot Korir : Finale - 27 min 41 s 91 (6e place)
- Moses Mosop : Finale - 27 min 46 s 61 (7e place)
- Charles Kamathi : Finale - 28 min 17 s 08 (13e place)

Marathon hommes :
- Erick Wainaina : 2 h 13 min 30 s (7e place)
- Paul Tergat : 2 h 14 min 45 s (10e place)

800 mètres femmes :
- Faith Macharia : 1er tour - 2 min 06 s 31 (éliminée)

1500 mètres femmes :
- Nancy Jebet Lagat : Demi-finale - 4 min 07 s 57 (éliminée)

5000 mètres femmes :
- Isabella Ochichi : Finale - 14 min 48 s 19 ( médaille d'argent)
- Edith Masai : Finale - N'a pas terminée
- Jane Wanjiku : 1er tour - 15 min 14 s 57 (éliminée)

10000 mètres femmes :
- Lucy Wangui : 31 min 05 s 90 (9e place)
- Alice Timbilil : 32 min 12 s 57 (16e place)
- Sally Barsosio : 32 min 14 s 00 (17e place)

Marathon femmes :
- Catherine Ndereba : 2 h 26 min 32 s ( médaille d'argent)
- Alice Chelangat : 2 h 33 min 52 s (11e place)
- Margaret Okayo : N'a pas terminée

### Boxe
Poids coqs hommes (- de 54 kg):
- David Munyasia - Disqualifié avant la compétition à cause de la présence de cathine dans l'urine.

### Aviron
Skiff hommes :
- Ibrahim Githaiga - Séries : 8:13.33 min, Repêchages: 7:25.58 min, Demi-finale D: 7:40.78 min, Finale E: 7:29.02 min

### Natation
100 mètres brasse hommes :
- Amar Shah : Séries - 1:10.17 min (58e place, éliminé)

50 mètres nage libre femmes :
- Eva Donde : Séries - 29.47 s (57e place, éliminé)

### Volley-ball

#### Compétition féminine par équipes
- Tour préliminaire (Groupe A)
  - Perd contre la Grèce (0-3)
  - Perd contre le Brésil (0-3)
  - Perd contre la Corée du Sud (0-3)
  - Perd contre l'Italie (0-3)
  - Perd contre le Japon (0-3) → 11e place
- Composition de l'équipe :
  - Philister Jebet
  - Abigael Tarus
  - Nancy Nyongesa
  - Catherine Wanjiru
  - Janet Wanja
  - Dorcas Nakhomicha
  - Roselidah Obunaga
  - Leonidas Kamende
  - Violet Barasa 
  - Gladys Nasikanda
  - Mercy Wesutila
  - Judith Serenge
- Entraîneuse : Muge Kibet

## Officiels
- Président : Mr. Kipjoge Keino
- Secrétaire général : Mr. Tom O'Omuombo